# Anfora (bottiglia)
L'anfora è un tipo di bottiglia da vino o da olio. L'anfora da vino, in vetro verde, viene utilizzata per imbottigliare il Verdicchio in Italia e per quelli della Provenza in Francia.
Fu creata nel 1954 dall'Ing. Antonio Maiocchi per l'Azienda vitivinicola Fazi Battaglia a Cupramontana nelle Marche per il vino Verdicchio dei Castelli di Jesi. 
È stata esposta nella mostra Disegno e Design - Brevetti e Creatività Italiani, dal 4 novembre 2009 al 31 gennaio 2010 a Roma, presso il Museo dell'Ara Pacis.

## Caratteristiche
- Base: poco pronunciata.
- Corpo: sagomato.
- Spalla: molto inclinata.
- Collo: corto.
- Cercine: poco rilevato di forma svasata.
- Altezza: 33 cm circa.
- Capacità: 750 ml.